# Lella Ricci
Pour les articles homonymes, voir Ricci.
Lella Ricci, née Adelaide Ricci (Trieste, 1850 – Olšany, 7 octobre 1871) est une soprano italienne.

## Biographie
Née en Italie sous le nom d'Adelaide Ricci, Lella était la fille du compositeur napolitain Luigi Ricci et de la cantatrice d'opéra tchèque Ludmila Stolz (1826-1910), sœur de la célèbre soprano Teresa Stolz, l'une des cantatrices préférées de Giuseppe Verdi. Son demi-frère est le compositeur Luigi Ricci-Stolz, né de la relation de son père avec la sœur de Ludmila, Francesca.
Le talent musical hérité de la famille de la mère l'a emmenée à suivre ses traces et elle a eu beaucoup de succès surtout au théâtre Principe Umberto de Florence où elle a fait ses débuts juste âgée de seize ans alors que son père est mort quand elle n'avait que neuf ans et que les finances de la famille étaient difficiles. Emilio Usiglio a composé pour elle son opéra La scommessa (la première représentation a eu lieu à Florence 6 juillet 1870). À l'âge de 21 ans, Lella Ricci a été invitée à Prague, reçue chez Bedřich Smetana pour chanter l'opéra-comique Crispino e la comare composé par son père. À Prague, Lella est devenue enceinte (peut-être même de Smetana) mais pour assurer sa carrière, elle a décidé de se faire avorter, mais ce choix lui a été fatal parce qu'elle est morte d'une hémorragie interne. Elle a été enterrée au Cimetière d'Olšany.